# Ascensore di vetro di Place Poelaert

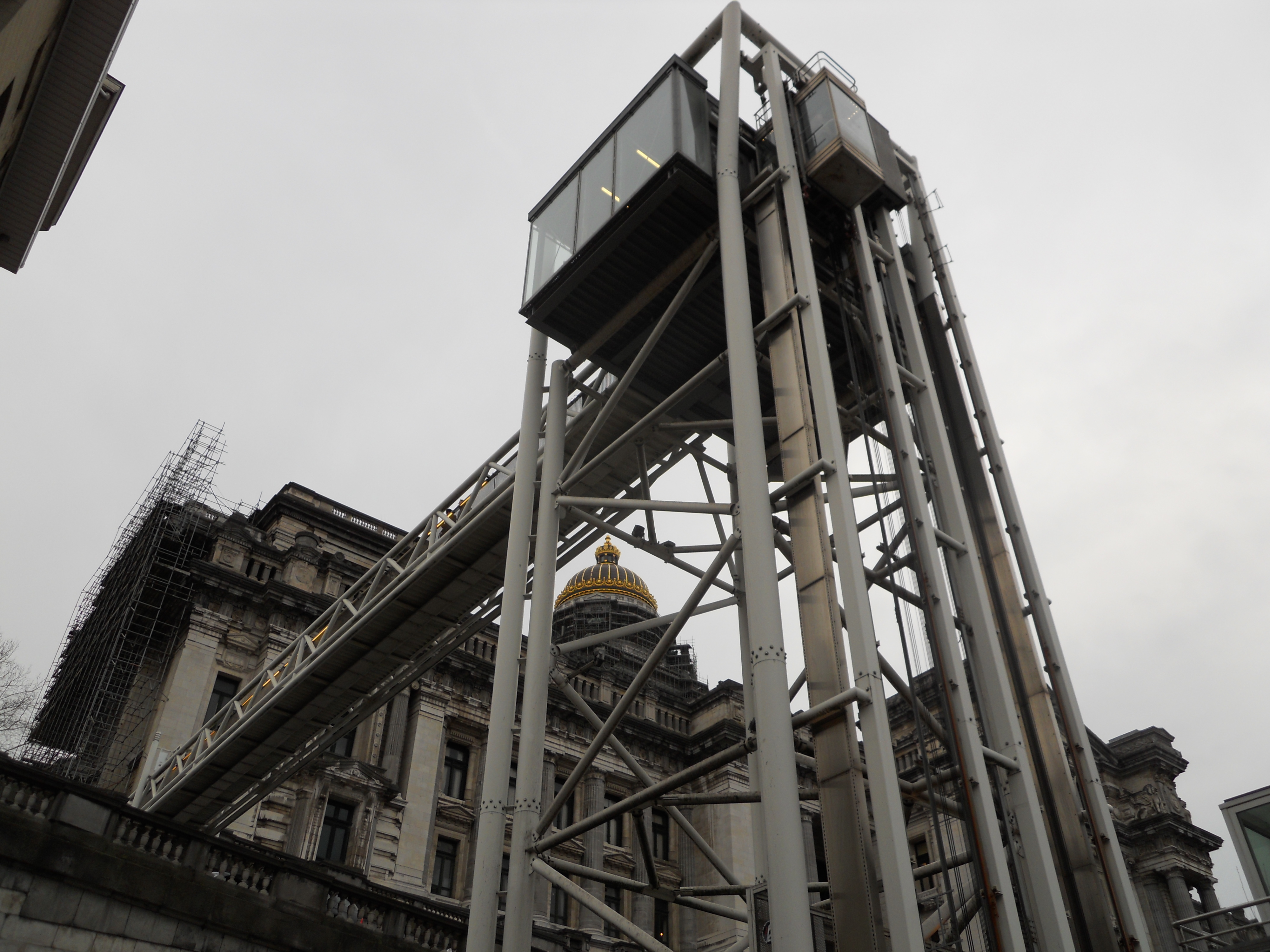
Ascensore Place Poelaert visto dal basso

L'ascensore di Marolles è un ascensore pubblico ad uso gratuito di Bruxelles, costruito per collegare la parte alta al quartiere Marolles, da Place Poelaert a piazza Bruegel. L'ascensore è totalmente trasparente, in quanto realizzato con pareti di vetro, e da esso si può godere della vista dall'alto della capitale belga.